# Birma op de Olympische Zomerspelen 1960
Birma nam deel aan de Olympische Zomerspelen 1960 in Rome, Italië. Ook de vierde Zomerspelen bleven zonder medailles.

## Deelnemers en resultaten
(m) = mannen, (v) = vrouwen 

### Atletiek
| Olympiër    | Discipline   | Resultaat | Prestatie |
| ----------- | ------------ | --------- | --------- |
| Myitung Naw | marathon (m) | 27e       | 2:28.17   |

### Boksen
| Olympiër    | Discipline | Resultaat | Prestatie |
| ----------- | ---------- | --------- | --- |
| Hla Nyunt   | -51kg (m)  | 9e        | 1ste ronde: vrij 2de ronde: W van FIN Karvonen: 4-1 3de ronde: V van USA Barrera: 2-3                        |
| Thein Myint | -54kg (m)  | 5e        | 1ste ronde: W van LUX Reiff: 5-0 2de ronde: W van PAK Nasir: 5-0 kwartfinale: V van URS Grigoryev: walk-over |
| Hla Nyunt   | -57kg (m)  | 17e       | 1ste ronde: V van RSA Meyers: 0-5                                                                            |

### Gewichtheffen
| Olympiër       | Discipline  | Resultaat | Prestatie                                                                              |
| -------------- | ----------- | --------- | -------------------------------------------------------------------------------------- |
| Tun Maung Kywe | -60kg (m)   | 7e        | drukken: 7de met 100kg trekken: 7de met 100kg stoten: 10de met 127,5kg totaal: 327,5kg |
| Nil Tun Maung  | -67,5kg (m) | DNF       | drukken: 2de met 117,5kg trekken: geen geldige poging                                  |

### Zeilen
| Olympiër                   | Discipline      | Resultaat | Prestatie                           |
| -------------------------- | --------------- | --------- | ----------------------------------- |
| Lwin U Maung Maung         | finn            | 30e       | 1456 punten: (27-23-30-34-31-30-15) |
| Gyi Khin Pe Chow Park Wing | flying dutchman | 29e       | 970 punten: (27-27-29-27-24-DNS-28) |

### Zwemmen
| Olympiër     | Discipline           | Resultaat | Prestatie               |
| ------------ | -------------------- | --------- | ----------------------- |
| Tin Maung Ni | 1500m vrije slag (m) | 20e       | serie 2: 5de in 19.09,8 |

Afghanistan · Argentinië · Australië · Bahama's · België · Bermuda · Birma · Brazilië · Brits-Guiana · Bulgarije · Canada · Ceylon · Chili · Colombia · Cuba · Denemarken · Duits eenheidsteam · Ethiopië · Fiji · Filipijnen · Finland · Frankrijk · Ghana · Griekenland · Groot-Brittannië · Haïti · Hongarije · Hongkong · Ierland · IJsland · India · Indonesië · Irak · Iran · Israël · Italië · Japan · Joegoslavië · Kenia · Libanon · Liberia · Liechtenstein · Luxemburg · Malakka · Malta · Marokko · Mexico · Monaco · Nederland · Nederlandse Antillen · Nieuw-Zeeland · Nigeria · Noorwegen · Oeganda · Oostenrijk · Pakistan · Panama · Peru · Polen · Portugal · Puerto Rico · Roemenië · San Marino · Singapore · Soedan · Sovjet-Unie · Spanje · Suriname · Taiwan · Thailand · Tsjecho-Slowakije · Tunesië · Turkije · Uruguay · Venezuela · Verenigde Arabische Republiek · Verenigde Staten · Vietnam · West-Indische Federatie · Zuid-Afrika · Zuid-Korea · Zuid-Rhodesië · Zweden · Zwitserland